# 東京司法書士会
東京司法書士会（とうきょうしほうしょしかい）は、日本に50法人ある司法書士会のひとつである。

## 概要
日本に50法人ある司法書士会のひとつで千野隆二が第32代会長を務めている。現在、約4,500名の司法書士が所属している。しろうさぎの「しほたん」が東京司法書士会の公認キャラクターとなっている。

## 支部
- 東京23区
- 千代田支部（千代田区・大島町・新島村・神津島村・利島村・三宅村・御蔵島村・八丈町・青ヶ島村・小笠原村）
- 中央支部（中央区）
- 文京支部（文京区）
- 港支部（港区）
- 台東支部（台東区）
- 墨田・江東支部（墨田区・江東区）
- 品川支部（品川区）
- 大田支部（大田区）
- 世田谷支部（世田谷区）
- 渋谷支部（渋谷区）
- 目黒支部（目黒区）
- 新宿支部（新宿区）
- 中野支部（中野区）
- 杉並支部（杉並区）
- 板橋支部（板橋区）
- 豊島支部（豊島区）
- 北・荒川支部（北区・荒川区）
- 練馬支部（練馬区）
- 城北支部（足立区・葛飾区）
- 江戸川支部（江戸川区）
- 多摩地区全域
- 三多摩支会 （多摩地区全域）
- 多摩北部
- 府中支部（府中市・小金井市・国分寺市・国立市）
- 調布支部（調布市・狛江市）
- 武蔵野支部（武蔵野市・三鷹市）
- 立川支部（立川市・昭島市・武蔵村山市・東大和市）
- 田無支部（小平市・東村山市・西東京市・清瀬市・東久留米市）
- 多摩西部
- 西多摩支部（青梅市・福生市・羽村市・あきる野市・瑞穂町・日の出町・檜原村・奥多摩町）
- 多摩南部
- 八王子支部（八王子市）
- 町田支部（町田市）
- 多摩支部（日野市・多摩市・稲城市）

## 面談による無料法律相談
- 四谷総合相談センター
- 三多摩総合相談センター

## 略歴
- 明治4年 - 司法省が設置。民事及び刑事裁判権を司法省が掌握。
- 明治5年 - 「司法職務定制」（我が国最初の裁判所法）が制定され、司法制度を支える三つの基本的な職務として代書人・代言人・証書人制度の三つの基本的な職務が制定。
- 大正8年 - 司法代書人監督規程（東京地方裁判所）が設立。
- 昭和10年 - 司法書士法施行により、司法代書人から司法書士に名称変更。
- 昭和25年 -司法書士法（昭和25年法律第197号）第52条第1項の規定により、東京法務局の管轄区域内に事務所を有する司法書士で設立。
- 令和元年 - 東京司法書士会創立100周年

## 事業内容
当会は次に掲げる事業を行う（会則第3条）。
- 会員の品位保持のための指導および連絡に関する事項
- 会員の執務の指導および連絡に関する事項
- 日本司法書士会連合会が行う司法書士の登録の事務に関する事項
- 司法書士法に基づき設立された司法書士法人の届出の事務に関する事項
- 業務のための調査に関する事項
- 業務関係法規の調査および研究に関する事項
- 統計に関する事項
- 業務の改善に関する事項
- 司法書士業務賠償責任保険および司法書士会業務賠償責任保険に関する事項
- 相談事業に関する事項
- 裁判外紛争解決手続の実施に関する事項
- 研修会、研究会および講演会等の開催に関する事項
- 広報活動に関する事項
- 会報の編集および発行に関する事項
- 業務関係図書の出版、購入、あっせんおよび頒布に関する事項
- 福利厚生に関する事項
- 研修に関する事項
- 会員の業務に関する紛議の調停に関する事項
- 本会および会員に関する情報の公開に関する事項
- 公共嘱託登記の受託推進および公共嘱託登記司法書士協会への助言に関する事項
- 国民に対して司法書士が提供する法的サービスの拡充に関する事項
- その他本会の目的を達成するために必要な事項

## 所在地
東京都新宿区四谷本塩町4番37号　司法書士会館2階